# Gradur
Gradur, de son vrai nom Wanani Gradi Mariadi, né le 28 novembre 1990 à Roubaix, est un rappeur et chanteur franco-congolais qui fait partie, avec les rappeurs Cahiips, Nyda et Brabra, du collectif Sheguey Squaad. 

## Biographie

### Jeunesse
Originaire du Congo Kinshasa, Gradur grandit entre Hem et Roubaix dans la région Nord-Pas-de-Calais. Il acquiert la nationalité française le 23 décembre 1998.
En 2007, il décroche son BEP vente et en 2009 son BAC pro vente au lycée Gilbert Cesbron de Roubaix. En 2011, après avoir décroché un BTS de management des unités commerciales à Roubaix, il décide d'entrer dans l'armée et plus particulièrement dans l'artillerie,.
Passionné de football, il envisage pendant quelque temps d’y faire carrière. Cependant en 2013, blessé à deux reprises à la jambe, à la rotule et au tibia, il se tournera vers un nouveau passe-temps, l’écriture de ses premiers textes de rap,.

### Carrière

#### ShegueyVara(2014)
En 2014, il commence une série de freestyles qu'il nomme Sheguey, le gimmick du rappeur (chégué veut dire « enfant de la rue » en lingala). C'est son deuxième freestyle, qui n'est autre qu'un remix du morceau La mort leur va si bien de Booba, qui le fait décoller. Booba partage sa vidéo sur les réseaux sociaux, laquelle est rapidement visionnée plus d'un million de fois,. Le 27 août 2014, il fait le choix de ne plus remettre les pieds à l'armée après que ses supérieurs ont découvert qu'il faisait du trafic dans la caserne, estimant par ailleurs qu'il ne peut pas cumuler l'armée et la musique. Il a également eu une altercation avec un sergent pour indiscipline.
En octobre 2014, il publie une première mixtape gratuite ShegueyVara qui réunit tous ses freestyles et comporte également des titres inédits, ainsi que quelques collaborations. La mixtape comprend vingt morceaux de Gradur, et plus d'une vingtaine de morceaux de ses proches en guise de bonus. À la fin de l'année, le site de Haute Culture sur lequel la mixtape est hébergée annonce compte plus de 100 000 téléchargements.
Le premier extrait du projet, Terrasser, est publié le 14 novembre 2014 sur la plateforme digitale iTunes. Il se retrouve immédiatement en tête dans le classement des singles iTunes toutes catégories confondues. Le même jour, le clip tourné à Chicago est mis en ligne sur la chaîne Vevo du rappeur ouverte à la suite de sa signature sur le label Barclay d'Universal. Moins de deux semaines après sa mise en ligne, le clip dépasse le seuil des 2 millions de vues. Lors d'une interview accordée à Trace Urban, Gradur dévoile le refrain d'un morceau issu de son album dans lequel il chante pour « prouver qu'il ne se limite pas aux freestyles et à l'égotrip ». Le 12 décembre sort le deuxième extrait de son album, Jamais, un morceau plus calme marqué par un refrain chanté. Après avoir sorti le clip de Jamais, tourné en Thaïlande, le 16 janvier 2015, Gradur dévoile la pochette de son album et la liste des morceaux. À sa sortie, l'album de Gradur décroche la première place du top albums et devance ainsi Fauve ou la chanteuse Christine and the Queens. Au total, 33 700 exemplaires de L'Homme au bob sont vendus durant la première semaine d'exploitation.

#### L'Homme au Bob(2015)
Durant l'été 2014, Gradur passe une semaine à Chicago où il enregistre treize morceaux, dont certains se retrouvent sur l'album,. Son premier album intitulé L'Homme au bob, est publié le 23 février 2015, devient disque d'or en trois jours et comprend des featurings avec Niro et Lacrim mais aussi le rappeur américain Chief Keef et le groupe d'Atlanta Migos. L'année 2015 est l'occasion pour lui d'entamer une tournée en France et à l'étranger : un concert s'est déroulé au Bataclan le 25 février et un autre est prévu en Belgique le 11 avril. Plusieurs concerts en Suisse vont avoir lieu, par exemple à Neuchâtel.
Gradur est invité sur les albums Règlement de comptes d'Alonzo et Perestroika de Dosseh, ainsi que sur l'album de Seth Gueko, et a collaboré avec Mokobé sur le morceau Wesh.

#### ShegueyVara 2(2015)
Le 27 novembre 2015, le rappeur sort une deuxième mixtape Sheguey Vara 2 faisant suite à sa première sortie en guise de cadeau pour ses fans l'an passé. On y retrouve 30 sons divisés en deux CDs : le premier axé rap avec un style Trap familier à Gradur et le deuxième plus axé chanson avec des instrumentales plus rythmées. Gradur collabore dans cette mixtape avec différents rappeurs notamment Lacrim, JUL ou encore Nekfeu, Soprano, Black M et le chanteur Congolais Ferre Gola. L'album devient disque d'or en février 2016 puis disque de platine en novembre 2016 soit un an après sa sortie.
Le 30 juin 2016, le rappeur découvre que le mot de passe de sa chaîne YouTube GradyOG a été modifié et que l'intégralité de ses vidéos ont été supprimées. Il aurait été trahi par une des personnes à qui il avait donné ce mot de passe. La chaîne en question contenait quelques-uns des plus grands succès de Gradur et notamment l'intégralité de sa série de freestyles Sheguey. La chaîne comptabilisait pas moins de 140 millions de vues pour un peu plus de 400 000 abonnés.

#### Where is l'album de Gradur(2016)
Le 25 novembre 2016, il sort son deuxième album Where is l'album de Gradur à la suite du million d'abonnés sur son compte Instagram avec en featuring MHD, Alonzo & Nyda sur le son Oblah. Il est composé de quinze sons. L'album deviendra disque d'or un peu plus d'un mois après sa sortie puis disque de platine en octobre 2017 soit un peu moins d'un an après sa sortie.

#### Zone 59(depuis 2019)
En octobre 2019, il dévoile la pochette ainsi que la date de sortie de son prochain album Zone 59 qui sort le 29 novembre. Début novembre, il dévoile la tracklist de son album et des collaborations avec notamment Ninho, Niska, Heuss l'Enfoiré, Naza, Koba LaD, Dadju, Gims ou encore Alonzo. Une semaine après sa sortie, l'album s'écoule à 20 061 exemplaires. Un peu plus d'un mois après sa sortie, l'album est certifié disque d'or en atteignant le cap des 50 000 ventes.

## Vie privée
Il a deux enfants, une fille née en novembre 2018 et un fils né en mai 2020.

## Discographie

### Mixtapes
- 2014 : ShegueyVara
- 2015 : ShegueyVara 2

### Classements
| Année | Titre          | Meilleure position | Meilleure position | Meilleure position | Meilleure position | Certification |
| Année | Titre          | Belgique Wa        | Belgique Fl        | France             | Suisse             | Certification |
| ----- | -------------- | ------------------ | ------------------ | ------------------ | ------------------ | ------------- |
| 2015  | L'Homme au bob | 2                  | 54                 | 1                  | 12                 | Or            |
| 2015  | ShegueyVara 2  | 10                 | --                 | 7                  | 24                 | Platine       |
| 2019  | Zone 59        |                    |                    |                    |                    | Platine       |

| Année | Titre                                                                | Meilleure position | Album                      |
| Année | Titre                                                                | France             | Album                      |
| ----- | -------------------------------------------------------------------- | ------------------ | -------------------------- |
| 2014  | Terrasser                                                            | 27                 | L'homme au bob             |
| 2014  | Jamais                                                               | 40                 | L'homme au bob             |
| 2015  | Priez pour moi                                                       | 81                 | L'homme au bob             |
| 2015  | Stringer Bell                                                        | --                 | L'homme au bob             |
| 2015  | Rosa                                                                 | 14                 | ShegueyVara 2              |
| 2015  | Je m'en vais                                                         | 70                 | ShegueyVara 2              |
| 2015  | D'or et de platine (feat. JUL)                                       | 16                 | ShegueyVara 2              |
| 2016  | Bigo                                                                 | 48                 | Where is l'album de Gradur |
| 2016  | Dans ma vie                                                          | 45                 | Where is l'album de Gradur |
| 2016  | Oblah (feat. Alonzo, MHD, Nyda)                                      | 19                 | Where is l'album de Gradur |
| 2018  | Sheguey 12                                                           | 13                 | Pas d'album                |
| 2019  | Voyou                                                                | 94                 | Pas d'album                |
| 2019  | Rari                                                                 | 6                  | Zone 59                    |
| 2019  | Sheguey 13                                                           | 181                | Zone 59                    |
| 2019  | Ne reviens pas (feat. Heuss l'Enfoiré)                               | 1                  | Zone 59                    |
| 2020  | Pas assez                                                            | 95                 | Zone 59                    |
| 2021  | Trucs de choses (feat. Franglish)                                    | 22                 | Game Over 3                |
| 2023  | Mon BB (feat. Hamza)                                                 | 14                 | Pas d'album                |
| 2024  | Ti Ti Ti (feat. SDM & Rsko)                                          | 18                 | Projet Kongo               |
| 2025  | Resta du Ghetto                                                      | -                  | Pas d'album                |
| 2025  | Free Congo (feat. Ninho, Damso, Kalash Criminel, Josman, Youssoupha) | 34                 | Projet Kongo               |
| 2025  | Congolaise (feat. L2B)                                               | -                  | Projet Kongo               |

| Année | Titre                      | Meilleure position | Album               |
| Année | Titre                      | France             | Album               |
| ----- | -------------------------- | ------------------ | ------------------- |
| 2015  | La douille (feat. Lacrim)  | 85                 | L'homme au bob      |
| 2015  | Militarizé (feat. Niro)    | 99                 | L'homme au bob      |
| 2015  | #lhommeaubob (feat. Migos) | 103                | L'homme au bob      |
| 2015  | Calibré                    | 122                | L'homme au bob      |
| 2015  | J'donne ça (feat. Alonzo)  | 134                | L'homme au bob      |
| 2015  | Tu crois que je mens       | 125                | Sheguey Vara Vol. 2 |
| 2015  | Los Santos                 | 187                | Sheguey Vara Vol. 2 |
| 2015  | Philly (feat. Niska)       | 138                | Sheguey Vara Vol. 2 |
| 2015  | Illégal (feat. Black M)    | 134                | Sheguey Vara Vol. 2 |

| Année | Titre                                          | Meilleure position | Album                |
| Année | Titre                                          | France             | Album                |
| ----- | ---------------------------------------------- | ------------------ | -------------------- |
| 2014  | Le coup du patron (Dosseh feat. Gradur & Joke) | 10                 | Perestroïka          |
| 2015  | Brinks (Alonzo feat. Gradur)                   | 90                 | Règlement de comptes |
| 2015  | Voyous (Lacrim feat. Gradur)                   | 89                 | R.I.P.R.O. Volume I  |
| 2015  | Chintawaz (Seth Gueko feat. Gradur)            | 82                 | Professeur Punchline |
| 2015  | Wesh (Mokobé feat. Gradur)                     | 8                  | NC                   |
| 2016  | Coller serrer (DJ Kayz feat. Gradur)           | 17                 | NC                   |
| 2016  | Aime-moi demain (The Shin Sekaï feat. Gradur)  | 46                 | Indéfini             |

### Apparitions
- 2013 : Gradur feat. Wesley Sleazy & Tylo Recto Verso - Sur le terrain
- 2013 : Kozi feat. Gradur - La Street a tout gaché
- 2013 : NVRBOYZ feat. Gradur - Fait c'que t'as à faire
- 2014 : Black Brut feat. Gradur & Kozi - SMS Remix
- 2014 : PPROS feat. Gradur - Yoka Ndoulé
- 2014 : Shone d'Holocost feat. Kolonel 94, PPROS & Gradur - Death Row (sur la mixtape de Ghetto Fab, La Mort du rap Game 2)
- 2014 : Juicy P feat. Mac Tyer, Rim'K, Gradur, Grödash & Jack Many (LMC Click) - Click Click Paw (Remix) (sur l'album de Juicy P, Certifié Vrai (Épisode 2 / La Plakette))
- 2015 : Alonzo feat. Gradur - Brinks (sur l'album d'Alonzo, Règlement de comptes)
- 2015 : Dosseh feat. Joke & Gradur - Le Coup du patron (sur la mixtape de Dosseh, Perestroïka)
- 2015 : Gradur feat. Niska - Remember
- 2015 : Lacrim feat. Gradur - Voyous (sur la mixtape de Lacrim, R.I.P.R.O. Volume I)
- 2015 : Fetty Wap feat. Gradur - Trap Queen Remix
- 2015 : Cahiips feat. Siboy & Gradur - Fucked Up
- 2015 : Seth Gueko feat. Gradur - Chintawaz (sur l'album de Seth Gueko, Professeur Punchline)
- 2015 : GLK feat. Gradur - Passe à la caisse (sur la mixtape de GLK, Murder)
- 2015 : Mokobé feat. Gradur - Wesh
- 2016 : The Shin Sekaï feat. Gradur - Aime-moi demain (sur l'album de The Shin Sekaï, Indéfini)
- 2016 : DJ Kayz feat. Gradur - Collé Serré (sur l'album de DJ Kayz, DJ Kayz)
- 2016 : Gradur - T'es partie (sur la bande originale du film Pattaya)
- 2016 : Niska feat. Gradur - Cala Boca (sur l'album de Niska, Zifukoro)
- 2016 : Sadek feat. Gradur - Andale (sur l'album de Sadek, Nique le casino)
- 2016 : Maître Gims feat. Niska, Gradur, Keblack, Alonzo & Awa Imani - Sapés comme jamais Remix
- 2016 : Black M feat. Abou Debeing, Alonzo & Gradur - Tout ce qu'il faut (sur l'album de Black M, Éternel Insatisfait)
- 2016 : Seth Gueko feat. Gradur - Versace Guevara (sur l'album de Seth Gueko, Barlou)
- 2016 : Chabodo feat. Gradur - Litron (sur l'album de Chabodo, C'est le Cha)
- 2017 : Ixzo feat. Gradur - Y'a pas drah (sur la mixtape d'Ixzo, L'ennemi)
- 2017 : Mac Tyer feat. Gradur - Steevie Wonder (sur la mixtape de Mac Tyer, Bangers 3)
- 2017 : Ninho feat. Gradur - Lové sur l'album Comme prévu
- 2017 : Black M feat. Alonzo, Gradur, Abou Debeing - Tout ce qu'il faut (sur la réédition de l'album Éternel Insatisfait )
- 2017 : Aya Nakamura feat. Gradur - Super-héros (sur l'album Journal intime)
- 2018 : Lartiste feat. Gradur - Neymar sur l'album Grandestino
- 2018 : Gradur - Soldat sur la compilation Game Over
- 2018 : MCG feat. Gradur - On Fait La Maille
- 2018 : Kalash Criminel feat. Gradur - 47 AK sur l'album de Kalash Criminel (sur l'album La Fosse aux lions)
- 2019 : Gradur - Boss de la trap (sur la mixtape Game Over 2)
- 2020 : Roshi avec Gradur & Key Largo - AMG - Remix (sur l'album WAR)
- 2020 : Roshi - Ébélé (sur l'album Attaque II)
- 2021 : Gradur & Franglish - Trucs de choses (sur l'album Game Over 3 - Terminal 1)
- 2021 : Hös Copperfield - Alliée (sur l'album A l'ombre des lumières)
- 2021 : Nahir - Encore (sur la mixtape Intégral
- 2022 : Soprano - Venga Mi (sur l'album Chasseur d'étoiles)
- 2023 : Anas & Gradur - 23ème (sur l'album La vie de Many)
- 2023 : JNR & Gradur - Recette (sur l'album JuNioR)

### Clips vidéo
| Année | Titre                            | Réalisateur     | Album                      |
| ----- | -------------------------------- | --------------- | -------------------------- |
| 2014  | Terrasser                        | Destroy.P Films | L'Homme au bob             |
| 2015  | Jamais                           | Destroy.P Films | L'Homme au bob             |
| 2015  | Priez pour moi                   | Lyris Haye      | L'Homme au bob             |
| 2015  | Stringer Bell                    | Motion Family   | L'Homme au bob             |
| 2015  | #LHOMMEAUBOB (feat. Migos)       | Motion Family   | L'Homme au bob             |
| 2015  | La douille (feat. Lacrim)        | --              | L'Homme au bob             |
| 2015  | Secteur (feat. Kayna Samet)      | Destroy.P Films | L'Homme au bob             |
| 2015  | Rosa                             | Destroy.P Films | Sheguey Vara 2             |
| 2015  | Je m'en vais                     | Lyris Haye      | Sheguey Vara 2             |
| 2015  | Tu crois que je mens ?           | Lyris Haye      | Sheguey Vara 2             |
| 2015  | Los Santos                       | William Thomas  | Sheguey Vara 2             |
| 2015  | D'or et de platine (feat. Jul)   | William Thomas  | Sheguey Vara 2             |
| 2015  | Kumbaya                          | --              | Sheguey Vara 2             |
| 2016  | Balti (feat. Booba)              | Chris Macari    | Sheguey Vara 2             |
| 2016  | Illégal (feat. Black M)          | Charly Clodion  | Sheguey Vara 2             |
| 2016  | La mala (feat. Soprano)          | William Thomas  | Sheguey Vara 2             |
| 2016  | Bigo                             | Beat Bounce     | Where is l'album de Gradur |
| 2016  | Dans ma vie                      | William Thomas  | Where is l'album de Gradur |
| 2016  | Oblah (feat. MHD, Alonzo & Nyda) | Nicolas Noël    | Where is l'album de Gradur |

## Distinctions

### Récompenses
| Concours                     | Travail nommé                         | Prix                  | Source |
| ---------------------------- | ------------------------------------- | --------------------- | ------ |
| Victoires de la musique 2021 | Ne reviens pas (feat Heuss l'Enfoiré) | Titre le plus streamé | [ 27 ] |

### Nominations
| Concours              | Travail nommé           | Prix                                 | Source |
| --------------------- | ----------------------- | ------------------------------------ | ------ |
| NRJ Music Awards 2022 | Venga Mi (feat Soprano) | Collaboration francophone de l'année |        |